# Plomba zabezpieczająca

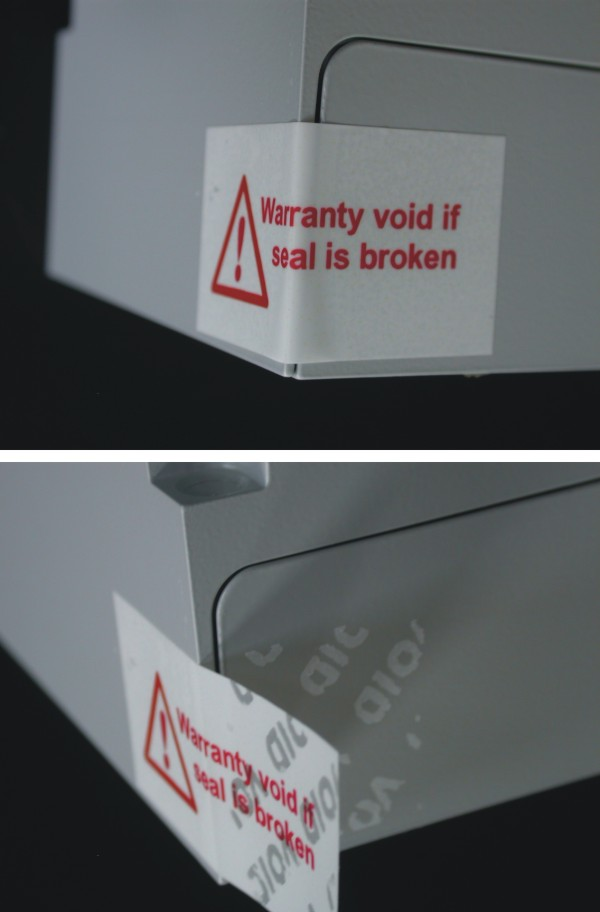
Plomba zabezpieczająca (naklejkowa); na górnym zdjęciu nienaruszona, na dolnym naruszona, z pozostawionym śladem oderwania

Plomba zabezpieczająca – mechanizm stosowany do zabezpieczania pomieszczeń, pojemników, ładunków, liczników w sposób, który zapewnia dowody manipulacji czy sabotażu, co zwiększa poziom bezpieczeństwa. Plomby w niedrogi sposób mogą pomóc w wykryciu kradzieży lub celowej manipulacji. Plomby zabezpieczające są powszechnie stosowane do zabezpieczania przyczep samochodów ciężarowych, kontenerów, bębnów chemicznych, transportów lotniczych, plandek samochodowych, liczników energii elektrycznej, wodomierzy i wielu innych.

## Rodzaje plomb zabezpieczających
- plomba plastikowa[1] – plomba zawierająca metalowy bądź plastikowy zamek umieszczony na tzw. fladze. Posiada plastikowy „wąs”, który w celu zabezpieczenia np. wlewu paliwa należy przeciągnąć przez 2 otwory, po czym zaciągnąć aż do samego końca. Tak zamkniętej plomby nie da się ponownie otworzyć bez możliwości zniszczenia lub uszkodzenia.
- plomba boltowa (butelkowa) – plomba kontenerowa wykonana z wytrzymałego plastiku oraz stali. Stosuje się ją w transporcie morskim oraz samochodowym w celu zabezpieczenia kontenera. By otworzyć plombę, należy ją zniszczyć, najlepiej używając przecinaka.
- plomba ołowiana[2] – standardowa plomba stosowana przez wojsko oraz służby celne. Plomba zaciskana jest przez specjalną plombownicę, dzięki której odciska się wzór na ołowianym krążku, do którego przyczepiony jest drut w oplocie stalowym bądź żyłka plombownicza.
- plomba naklejkowa (gwarancyjna, VOID) – plomba gwarancyjna, która pozostawia po sobie ślad w postaci napisu VOID OPEN przy próbie oderwania.
- plomba linkowa – typ plomby, który służy do zabezpieczania liczników oraz wodomierzy. Plomba ta charakteryzuje się plastikowym bębenkiem, do którego przymocowana jest linka stalowa. W momencie plombowania należy linkę przełożyć przez dowolną liczbę otworów oraz zabezpieczyć, przekręcając bęben zgodnie z ruchami wskazówek zegara kilka razy. Nadmiar linki stalowej można przyciąć szczypcami bocznymi (ucinaczkami).